# Эрвал-Велью
Эрвал-Велью (порт. Erval Velho) — муниципалитет в Бразилии, входит в штат Санта-Катарина. Составная часть мезорегиона Запад штата Санта-Катарина. Входит в экономико-статистический микрорегион Жоасаба. Население составляет 4086 человек на 2006 год. Занимает площадь 207,686 км². Плотность населения — 19,3 чел./км².

## История
Город основан 18 июня 1963 года.

## Статистика
- Валовой внутренний продукт на 2003 составляет 59.378.248,00 реалов (данные: Бразильский институт географии и статистики).
- Валовой внутренний продукт на душу населения на 2003 составляет 14.391,24 реалов (данные: Бразильский институт географии и статистики).
- Индекс развития человеческого потенциала на 2000 составляет 0,794 (данные: Программа развития ООН).

## География
Климат местности: субтропический.